# مانويل بارتليت
مانويل بارتليت (بالإسبانية: Manuel Bartlett)‏ هو سياسي مكسيكي، ولد في 23 فبراير 1936 في مدينة بويبلا في المكسيك. حزبياً، نشط في الحزب الثوري المؤسساتي. وقد انتخب عضو مجلس الشيوخ من المكسيك.

## وصلات خارجية
- الموقع الرسمي